# Scratch Orchestra
Le Scratch Orchestra était un ensemble de musique expérimentale britannique réuni autour de la figure de Cornelius Cardew. Il fut créé au printemps 1969 par Cornelius Cardew, Michael Parsons et Howard Skempton.
Le point de départ en est la Draft Constitution, littéralement « ébauche de constitution » qui expose les axes de développement de l’orchestre.
Le mode de fonctionnement de cet orchestre reflète les préoccupations théoriques de Cardew à l'époque : la formation était ouverte à tout le monde, les partitions prenaient souvent la forme de dessins et le recours à l'improvisation était fréquent, ceci en opposition avec le fonctionnement classique d’un orchestre où les interprètes sont subordonnées via le chef d’orchestre au compositeur.
Le Scratch orchestra a vu le jour dans la classe de musique expérimentale de Cardew au Collège Morley (en) de Londres. La première réunion du Scratch Orchestra eut lieu au Dock St Katharine, le premier juillet 1969.